# ウィリアム・トリケット・スミス
ウィリアム・トリケット・スミス（William Trickett Smith または William Trickett Smith, Sr., 1937年8月16日 - 2021年3月20日）はドーフィン郡の共和党政治行動委員会元委員長であり、1985年に入札談合で投獄され弁護士資格を剥奪された（R・バド・ドワイヤーも参照）。2010年には窃盗と詐欺で有罪判決を受けた。
彼は、ペルー滞在中の2011年に妻を殺害し彼女の遺体を損壊したとして有罪判決を受けたウィリアム・トリケット・スミス２世（William Trickett Smith II）の父親である。
2012年にトリケット・スミスは放火と保険金詐欺で有罪となった。2014年、ペルーからペンシルベニアへ息子を一時的に引き渡させるために虚偽の刑事告訴状を提出し息子の逃走を援助した共謀の罪で刑を宣告された。
ペンシルベニア州のCTAスキャンダル連邦裁判でのスミスの証言は、この事件で同州財務官のR・バド・ドワイヤーの有罪判決を得るために広く使われた。 彼は後にドキュメンタリー映画『Honest Man: The Life of R. Budd Dwyer(正直な人物：R・バド・ドワイヤーの人生)』でのインタビューで、彼自身の裁判においてドワイヤーに賄賂を渡していないと偽証したことを認めた。ドキュメンタリーでは彼はドワイヤーの裁判の時と同様にドワイヤーに賄賂を贈り、ドワイヤーが受け取ったと主張した。